# 샤히드 카푸르

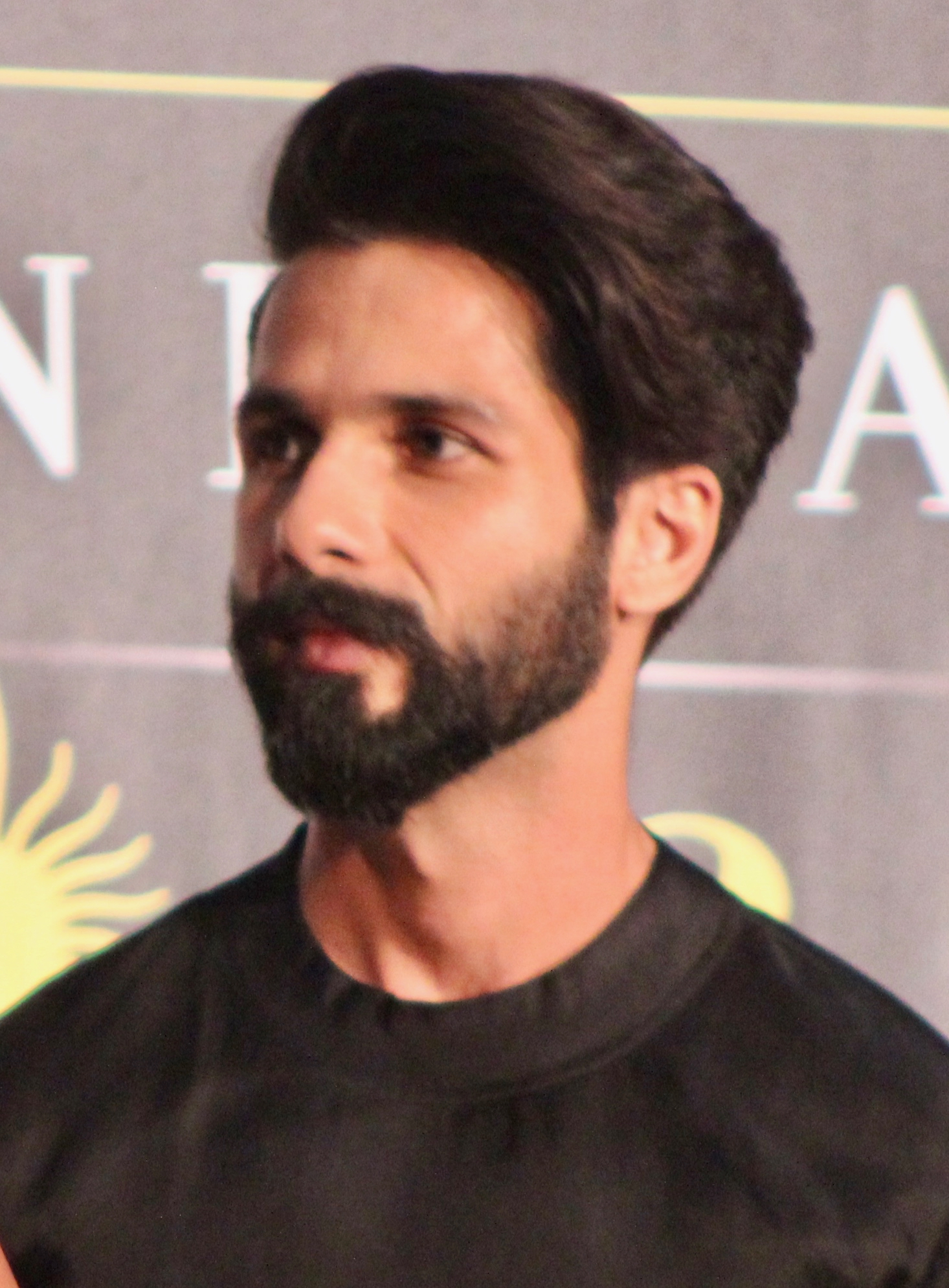

샤히드 카푸르(Shahid Kapoor, 1981년 2월 25일 ~ )는 인도의 배우, 댄서, 모델, 영화배우이다.
뭄바이에서 태어났다.

## 영화
- 파드마바트 (2018년)
- 랑군 (2017년)
- 우드타 펀자브 (2016년)
- 샨다르 (2015년)
- 하이더 (2014년)
- R...라즈쿠마르 (2013년) - 로미오 라즈쿠마르 역
- 파타 포스터 니클라 히어로 (2013년) - 바쉬워스 레오 역
- 테리 메리 카하아니 (2012년)
- 모썸 (2011년)
- 배드마쉬 컴퍼니 (2010년) - 카란 역
- 찬스 페 댄스 (2009년)
- 내 마음은 하디파 (2009년)
- 카미니 (2009년)
- 키스멧 커넥션 (2008년)
- 잡 위 멧 (2007년)
- 비바 (2006년)
- 타알 (1999년) - 댄서 (uncredited) 역